# Leandro Bassano

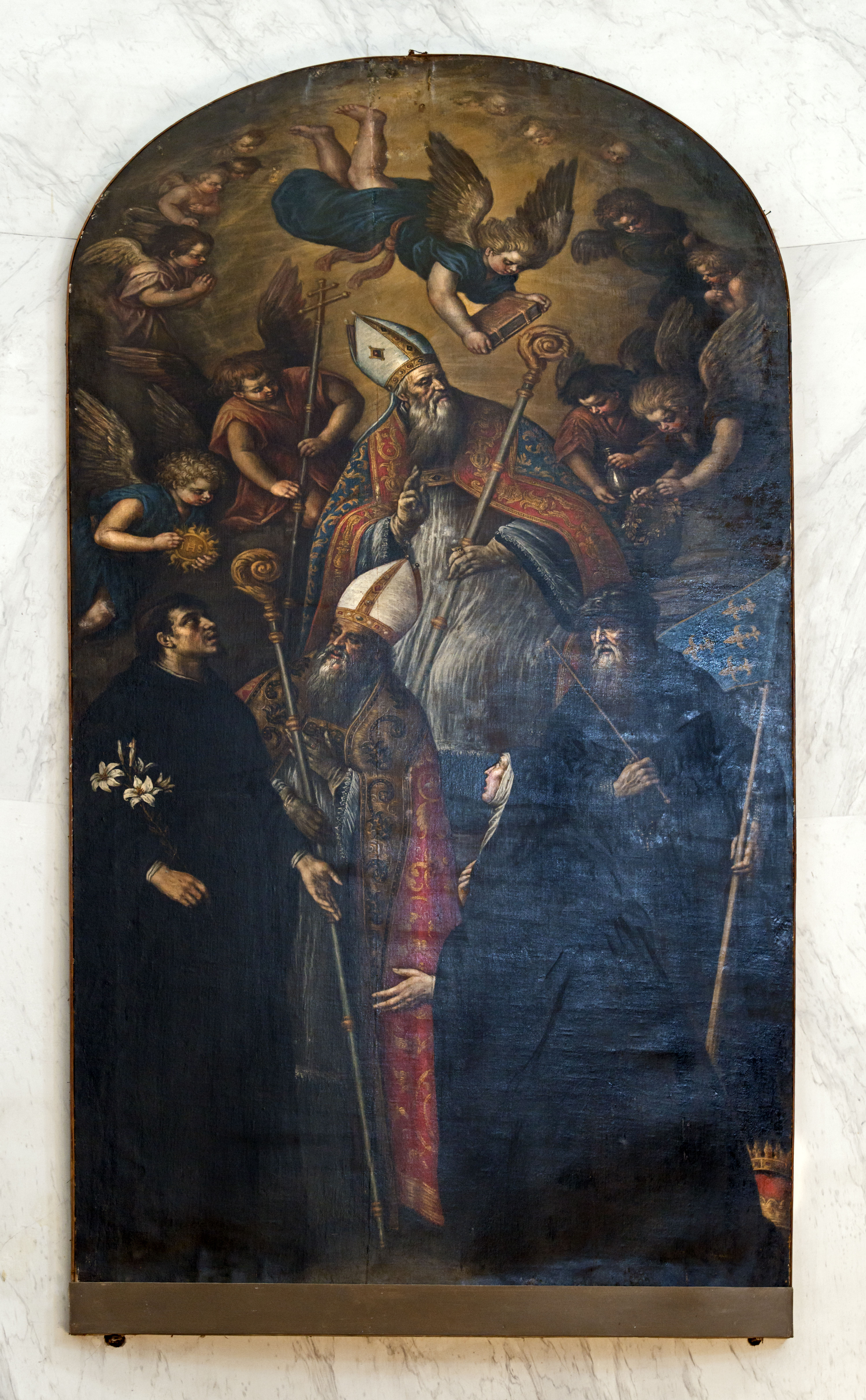
Härligheten av St Augustine. San Geremia Venedig

Leandro Bassano, född 10 juni 1557 i Bassano del Grappa, död 5 april 1622 i Venedig, var en italiensk konstnär.
Leonardo Bassano tillhörde en berömd konstnärssläkt. Francesco Bassano d.y. var hans bror och Jacopo Bassano hans far, Francesco Bassano d.ä. hans farfar. Han fortsatte faderns produktiva målarverkstad. Särskilt sedan han permanent flyttat till Venedig på 1580-talet vann han stora framgångar, främst som porträttmålare men även som kyrkomålare. Han gjorde sig snabbt känd som en av Venedigs främsta konstnärer, och dogen av Venedig adlade honom som erkänsla för hans skicklighet inom målerikonsten. Bassano är representerad vid bland annat Nationalmuseum.